# Ann Brashares
Ann Brashares (ur. 30 lipca 1967 w Alexandrii) – amerykańska pisarka.
Dorastała w Chevy Chase w stanie Maryland. Ukończyła studia filozoficzne w Barnard College.
Jej powieści Stowarzyszenie wędrujących dżinsów i Stowarzyszenie Wędrujących Dżinsów: Ostatnie lato doczekały się adaptacji filmowych.
Jej mężem jest malarz Jacob Collins. Para ma troje dzieci: Nathaniela, Samuela i Susannah. Pisarka mieszka z rodziną w Nowym Jorku.

## Dzieła
- Linus Torvalds, Software Rebel, (2001).
- Steve Jobs Thinks Different (2001)
- Sisterhood of the Traveling Pants (2001) (wyd. pol. 2002 Stowarzyszenie wędrujących dżinsów)
- The Second Summer of the Sisterhood (2003) (wyd. pol. 2003 Stowarzyszenie Wędrujących Dżinsów: Rok później)
- Girls in Pants: The Third Summer of the Sisterhood (2005) (wyd. pol. 2005 Stowarzyszenie Wędrujących Dżinsów: Trzecie lato)
- Keep in Touch: Letters, Notes, and More from the Sisterhood of the Traveling Pants (2005)
- Forever in Blue: The Fourth Summer of the Sisterhood (2007) (wyd. pol. 2007 Stowarzyszenie Wędrujących Dżinsów: Ostatnie lato)
- The Last Summer (of You and Me) (2007) (wyd. pol. 2007 Ostatnie lato)
- 3 Willows: The Sisterhood Grows (2009) (wyd. pol. 2009 Trzy Wierzby)
- Sisterhood Everlasting (2011)
- My Name is Memory (2010), (wyd. pol. 2012 Nigdy i na zawsze)
- The Here and Now (2014) (wyd. pol. 2016 Tu i teraz)
- The whole thing together (2017) (wyd. pol. Wszystko razem 2017)